# A Little Bit (chanson de Jessica Simpson)
Singles de Jessica Simpson
Irresistible
(2001) When You Told Me You Loved Me
(2001)
A Little Bit est le second single de la chanteuse américaine Jessica Simpson, extrait du second album de Irresistible, sorti le 29 octobre 2001. Le titre est écrit par Kara DioGuardi, Steve Morales, David Siegal et composé par Ric Wake, Steven Morales, Richie Jones.

## Développement
En 2000, Jessica commence à enregistrer d'autres choses après Sweet Kisses ; des chansons que Columbia Records trouvent plus adapter pour la radio. Le succès commercial de son premier album conduit Jessica à réévaluer sa carrière et, même si elle était satisfaite du succès qu'elle avait, elle avait l'impression de pouvoir faire mieux que ça. Ayant l'impression que son image trop sage pourrait représenter un frein au développement de sa carrière, Jessica se mit à adopter une image plus sexy ainsi qu'un nouveau son, à la suggestion des dirigeants de Columbia Records. Elle délaisse alors le genre teen pop car elle pensait qu'adopter une nouvelle image, l'aiderait à refaire sa carrière. Sa nouvelle image s'est remarquée lors de ses apparitions sur les tapis rouges. Le développement de sa nouvelle image coïncidait avec son nouvel album intitulé Irresistible dont Jessica déclare qu'elle voulait adopter une image « plus sexy et plus mature » : « J'ai enregistré Sweet Kisses à l'âge de 17 ans et j'ai aujourd'hui 21 ans, alors en quatre ans, j'ai grandi. » explique Jessica lors d'une interview avec Coventry Newspapers en juillet 2001. Peu de temps avant, en juin 2001, elle avait déclaré dans le magazine Cosmopolitan : « cet album parle de celle que je suis devenue. La musique est plus pointue, j'ai bien grandi. » Selon Terri Doughtery, l'auteur de People in the News: Jessica Simpson and Nick Lachey, Jessica espérait que sa nouvelle image apporterait une plus grande importance à la puissance de sa voix : « Il n'est pas question de simplement chanter que je suis amoureuse. J'ai aussi des chansons qui parlent de ruptures et d'autres qui parlent de querelles entre filles et garçons. Cela va me prendre du temps pour rentabiliser cet album car nous avons dépensé beaucoup d'argent pour cet album », déclare Jessica.
A Little Bit, est une chanson R&B écrite par Kara DioGuardi, Steve Morales et David Siegal, et composée par Ric Wake, Steven Morales et Richie Jones, ressemble à Irresistible tant de par sa structure que de par les paroles qui traitent des attentes de Simpson envers son partenaire.

## Clip vidéo
La vidéo qui accompagne la chanson, est réalisée par Hype Williams. Elle y démontre Jessica en train de danser dans un endroit futuriste avec des danseurs, puis en train de danser avec des sabres laser futuristes dans une pièce rouge. Jessica Simpson A Little Bit vidéo officielle Youtube.com

## Performance commerciale
A Little Bit est un échec au Billboard, mais il obtient plus de succès en Australie où il atteint la 62e meilleure place du classement.

## Liste des pistes
- CD single australien

1. A Little Bit – 3:47
2. A Little Bit (Chris & Guido Club Mix) – 7:54
3. A Little Bit (Chris 'The Greek' & Guido Radio Mix) – 4:29
4. Irresistible (Hex Hector Radio Mix) – 3:32

## Classements
| Classement (2001) | Meilleure position |
| ----------------- | ------------------ |
| Australie         | 62                 |
| Pays-Bas          | 15                 |
| Portugal          | 19                 |